# 아와드인
아와드인은 아와드 지역에 주로 거주하며 동중부 인도아리아군의 한 언어인 아와히어를 사용하는 인도아리아계 민족이다. 